# Cazim ibne Cuzaima Atamimi
Cazim ibne Cuzaima Atamimi (Khazim ibn Khuzayma al-Tamimi; fl. 749–768) foi um líder militar árabe coraçane. Um dos primeiros apoiantes dos daua abássidas no Coração, desempenhou um grande papel na Revolução Abássida contra o Califado Omíada, e então gastou as duas décadas seguintes na supressão de revoltas através do califado. Como uma das principais figuras dos Coraçanes (Khurasaniyya), a principal base de poder do regime abássida, cimentou sua família numa posição de poder e influência: seus filhos desempenhariam papel nos assuntos califais pelas décadas seguintes.

## Vida
Sua família originou-se no ramo Naxal dos Banu Tamim, que assentaram-se em Pequena Marve no Coração, provavelmente durante os primeiros dias da conquista muçulmana da região. A família aparentemente persianizou-se de algum modo; Cazim é registrado como preferindo utilizar o persa para endereçar seus apoiantes, e sua irmã casou-se com um iraniano. Cazim foi um dos primeiros apoiantes da causa missionária abássida (daua) no Coração; assegurou sua cidade nativa para os abássidas nos primeiros dias da Revolução Abássida, e então comandou o contingente da cidade no exército abássida que marchou para oeste para tombar os omíadas em 749–750. Participou no Cerco de Uacite em 750, e em 751–752 foi enviado para Omã para suprimir os carijitas locais. Retornou para o norte em 755–756 para lutar contra outra revolta carijita na Jazira (Mesopotâmia Superior) e contra a rebelião do abássida Abedalá ibne Ali na Síria.
Em 758–759, acompanhou o filho do califa e futuro califa, Almadi (r. 775–785) para o Coração, onde o governador local, Abedal Jabar Alazedi havia iniciado uma revolta. Cazim recebeu a missão de suprimir a revolta, mas o povo de Pequena Marve, após ouvir sobre sua nomeação, ergueu-se contra o governador rebelde, derrotando e capturando-o, e entregando-lhe para Cazim. No mesmo período ele também fez campanha contra o ispabade Curxide do Tabaristão. Com exceção de uma rápida expedição para oeste para retomar Avaz durante a Revolta Álida de 762–763, parece que permaneceu no Coração, onde também enfrentou e derrotou a rebelião de Ustade Sis em 768. Nada mais se sabe sobre ele depois disso, e assume-se que morreu lá. Diferente de seus filhos, Cazim não parece ter mantido quaisquer governos provinciais.

## Avaliação
Cazim foi um dos principais militares dos primeiros coraçanes, o exército árabe nativo que levou e então manteve os abássidas no poder. De fato, como o estudioso islâmico Hugh N. Kennedy relata, "após a morte de Cataba b. Xabibe, foi provavelmente o comandante mais bem sucedido da primeira geração dos Coraçanes". Segundo Kennedy, foi um general cauteloso, mas também capaz de "decisões rápidas e surpreendentes" durante combate, sendo sua tática favorita a de destacar parte de seu exército para atacar a formação inimiga pela retaguarda. Também apresentou uma sofisticação, rara para o período, em seu uso de armas "exóticas", ou seja, tochas encharcadas com petróleo contra os omanis e estrepes contra a cavalaria carijita.
Seus filhos Abedalá, Ibraim e Xuaibe e especialmente Cuzaima permaneceram proeminentes na corte abássida após sua morte, e desempenharam um grande papel no reinado de Harune Arraxide (r. 786–809).  Como muitas das famílias coraçanes originais, contudo, seus descendentes perderam sua posição privilegiada durante a guerra civil entre Alamim e Almamune que se seguiu à morte de Harune.